# Fedia
Genre
Classification phylogénétique
Fedia est un genre de plantes de la famille des Valérianacées selon la classification de Cronquist et de la famille des Caprifoliacées selon la classification phylogénétique. Ce genre, facile à identifier au sein de son groupe par ses fleurs à 2 étamines, ne comporte que 3 espèces annuelles distribuées dans le bassin méditerranéen occidental :
- Fedia cornucopiae (L.) Gaertn., du sud de la péninsule Ibérique et du nord du Maroc,
- Fedia graciliflora Fisch.& Meyer, du nord-est du Maroc, du nord de l'Algérie et de la Tunisie, et des Baléares,
- Fedia pallescens (Maire) Mathez, endémique du Maroc.

La distinction entre ces trois espèces a longtemps été méconnue en raison d'un polymorphisme génétique très original dans la mesure où il porte sur la morphologie des fruits : dans une population de chaque espèce coexistent des individus différant par la forme de leurs fruits, qui appartiennent à plusieurs types très distincts (un phénomène semblable a été mis en évidence au sein du genre voisin Valerianella). Les premiers auteurs ont ainsi été incités à baser la distinction des espèces sur la forme des fruits, faute de réaliser que ce caractère était comparable au caractère « lisse » ou « ridé » des pois (espèce Pisum sativum) de Gregor Mendel. En revanche, la coloration et la forme des corolles permet une distinction facile des espèces.